# Tawrijśke (rejon biłozerski)
Tawrijśke (ukr. Таврійське) – wieś na południu Ukrainy, w obwodzie chersońskim, w rejonie biłozerskim. 210 mieszkańców.

## Historia
Miejscowość założona jako chutor na początku XX wieku.